# Biała dama (duch)

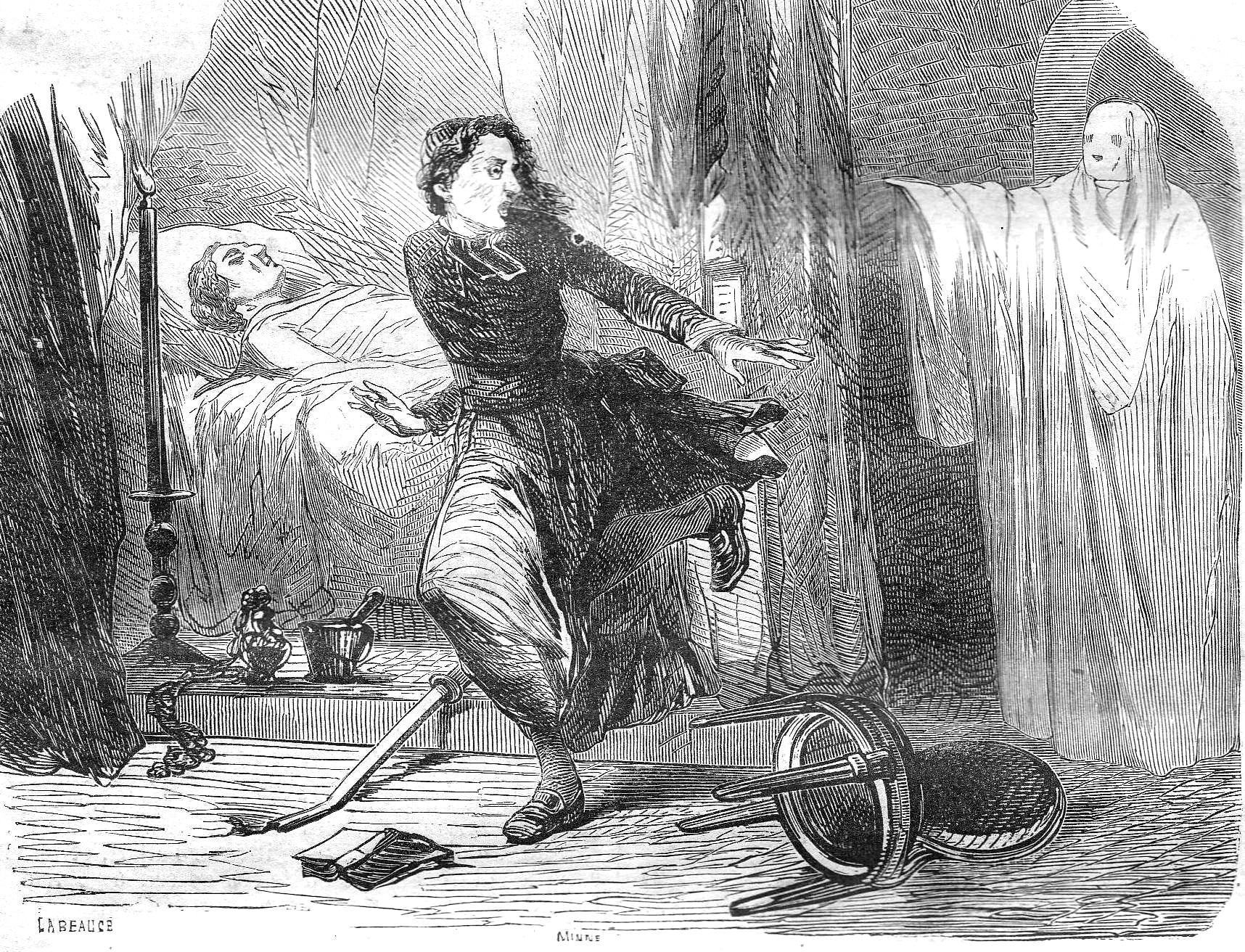
Wyobrażenie artystyczne z XIX wieku

Biała dama – duch kobiety w białym stroju ukazujący się według legend w niektórych zamkach i pałacach.
Legendy o białych damach opowiadają najczęściej o kobietach z wysokich rodów, które zginęły śmiercią tragiczną i jako zjawy błąkają się po komnatach. Biały kolor ich szat może symbolizować niewinność lub żałobę.
Wiele polskich zamków, które są odwiedzane przez turystów posiada własną legendę o nawiedzającym je duchu. Legendy o białych damach należą do najpopularniejszych. Najsłynniejszy polski duch określany przydomkiem białej damy to duch Teofili Działyńskiej z zamku w Kórniku.
Podobne legendy spotykane są w wielu krajach na całym świecie.